# Hazeleigh
Hazeleigh – wieś w Anglii, w hrabstwie Essex, w dystrykcie Maldon. Leży 12 km na wschód od miasta Chelmsford i 58 km na wschód od Londynu.